# Nourriture
« Aliments » redirige ici. Pour l'obligation juridique, voir Obligation alimentaire.
 (9 mars 2018).

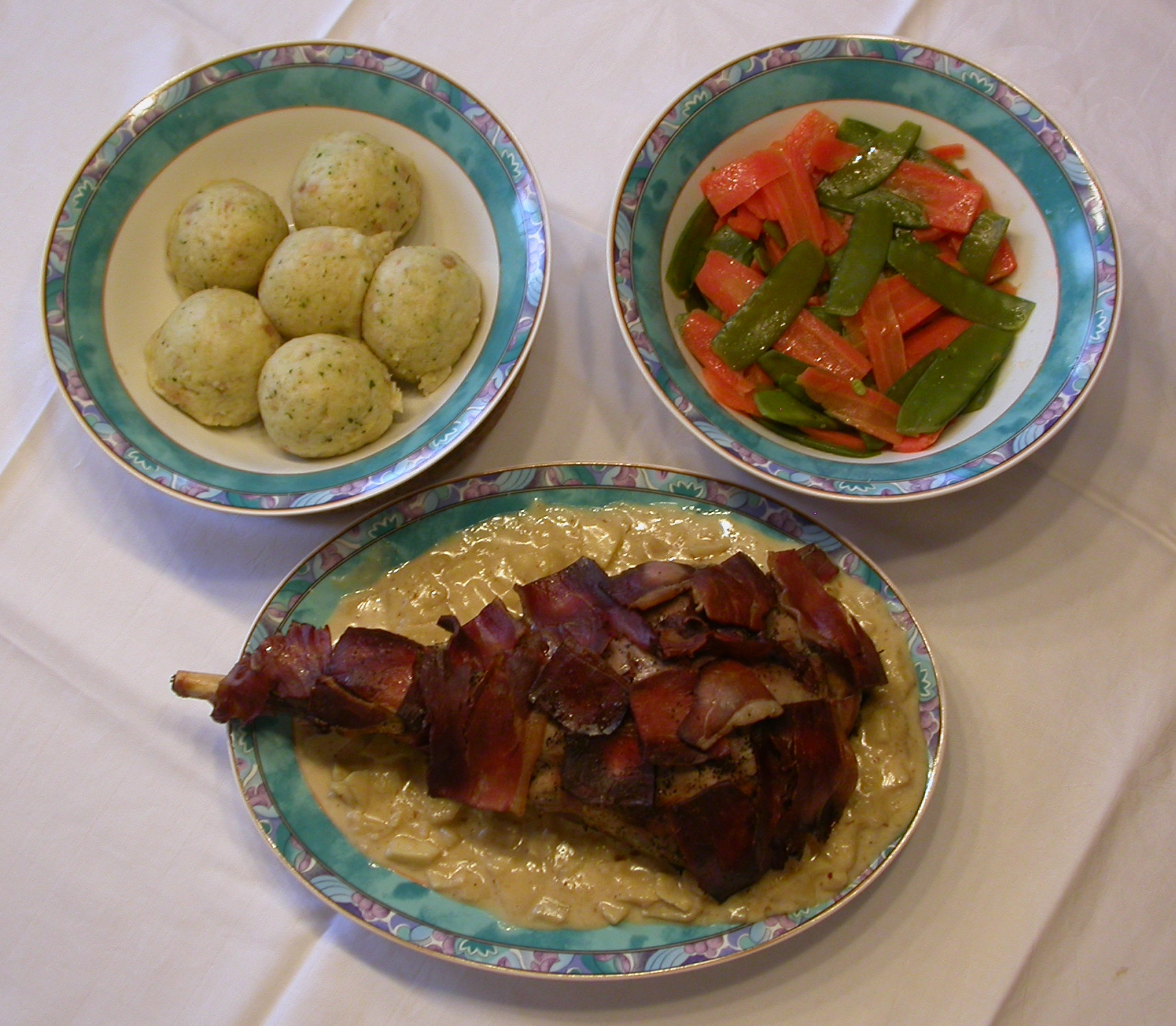
Gigot de chevreuil au lard avec des légumes et des knödel (cuisine allemande).

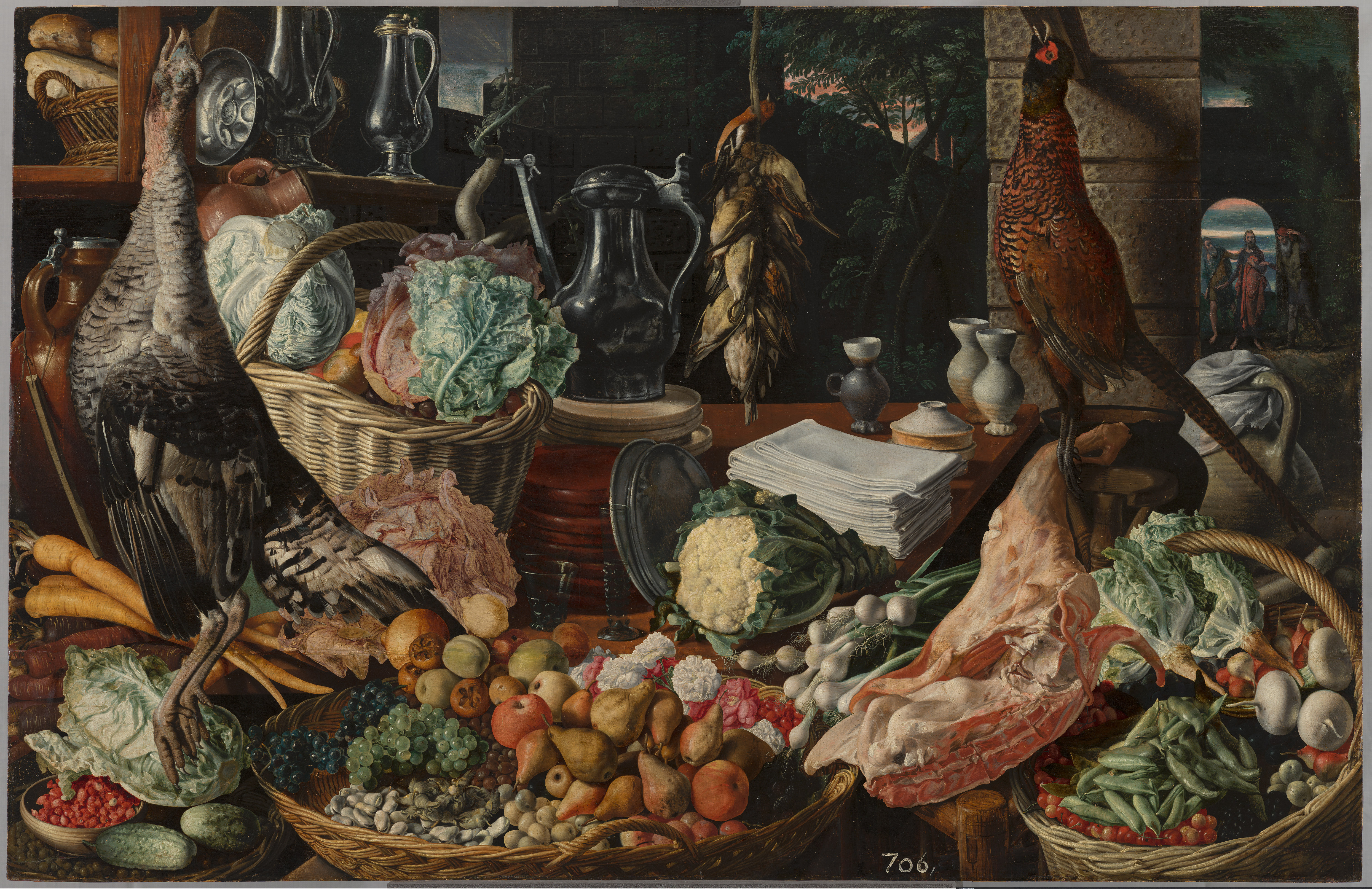
Joachim Bueckelaer, 1560-1565.

De manière générale, la nourriture désigne les aliments d'origine animale, végétale, fongique (parfois bactérienne ou minérale) ou chimique, consommés par des êtres vivants à des fins d'alimentation. Mais il existe aussi une nourriture festive, ou de récréation incluant des aliments dits « facultatifs », c'est-à-dire non nécessaires à l'alimentation humaine. Ces aliments sont généralement classés parmi les aliments ultratransformés (ou UPF) (qui eux-mêmes constituent l'essentiel de la « malbouffe »).
Les aliments liquides sont appelés « boissons ».

## Éléments de définitions juridiques
Dans toute l'Union européenne, la notion d'aliment désigne toute substance ou produit, transformé, partiellement transformé ou non transformé, destiné à être ingéré ou raisonnablement susceptible d’être ingéré par l’être humain. Ce terme recouvre les boissons, les gommes à mâcher et toute substance, y compris l’eau, intégrée intentionnellement dans les denrées alimentaires au cours de leur fabrication, de leur préparation ou de leur traitement. Il inclut l’eau au point de conformité défini à l’article 6 de la directive 98/83/CE.
Le terme « denrée alimentaire » n'inclut pas en Europe :
- les aliments pour animaux ;
- les animaux vivants (sauf s'ils sont préparés en vue de la consommation humaine ; huîtres par exemple) ;
- les plantes avant leur récolte ;
- les médicaments (au sens des directives 65/65/CEE et 92/73/CEE du Conseil) ;
- les cosmétiques au sens de la directive 76/768/CEE du Conseil ;
- le tabac et les produits du tabac (au sens de la directive 89/622/CEE du Conseil) ;
- les stupéfiants et les substances psychotropes (au sens de la Convention unique des Nations unies sur les substances psychotropes de 1971) ;
- les résidus et contaminants susceptibles d'être trouvés dans la nourriture.

En Europe toujours, les « denrées alimentaires génétiquement modifiées » sont « les denrées alimentaires contenant des OGM, consistant en de tels organismes ou produites à partir d'OGM » et « on entend par « aliments pour animaux génétiquement modifiés », les aliments contenant des OGM, consistant en de tels organismes ou produits à partir d'OGM, pour animaux ». Elles sont soumises à une traçabilité et un étiquetage spécifique.

## Aliments consommés, ou gaspillés
Une partie importante des denrées alimentaires est dégradée avant d'être consommée. Beaucoup d'aliments sont gaspillées. La FAO (Food and Agriculture Organization) estime que nourrir toute la planète ne sera pas possible sans réduction du gaspillage et des déchets alimentaires. 
La FAO mène une analyse en 2011 et estime que 1,3 milliard de tonnes par an, soit environ un tiers de la production totale de denrées alimentaires destinées à la consommation humaine est gaspillé dans le monde. En France, le gaspillage alimentaire concerne plus de 10 millions de tonnes par an soit à peu près de 18 milliards de repas jetée à la poubelle. Afin de lutter contre le gaspillage, certaines enseignes (grande distribution, petits commerçants...) procèdent à des partenariats avec des associations (Too Good To Go) dans le but de donner la nourriture non achetée par les consommateurs, en respectant tout de même la règlementation en vigueur.

## Histoire
Alimentaire ou spirituelle, la nourriture désigne ce qui entretient la vie d'un organisme en lui procurant au moins les substances à assimiler nécessaires à sa subsistance.
Les divers panthéons incluaient une déesse de la nourriture : ainsi Zywienia, épouse de Radegast, dieu de l'hospitalité, est-elle la déesse de la nourriture dans la mythologie slave.
En 2017, alors que depuis les années 1950 les aliments industriels gagnent du terrain, et que la diversité génétique et la diversité spécifique des plantes et animaux consommés se sont effondrées, la malbouffe a tué plus de gens dans le monde que tout autre facteur (tabagisme y compris).
En 2020, plus de 2 milliards de personnes étaient en surpoids ou obèses (dans les régions du monde de culture occidentale essentiellement) alors que 811 millions de personnes ne mangeaient pas à leur faim (surtout dans les régions les plus pauvres). Selon la FAO, au rythme de la démographie mondiale et des tendances alimentaires dans le monde, la production de viande, de produits laitiers et d'œufs devrait augmenter d'environ 44% en 30 ans, de 2020 à 2050, ce qui est incompatible avec les objectifs climatiques et tous les objectifs de développement durable de l'ONU et de ses États membres.

## Dénominations
Le mot « nourriture », a de nombreux synonymes, techniques, familiers ou argotiques : produit alimentaire, bouffe, rata, casse-dalle, graille, boustifaille, etc.
Dans l'Union européenne, dans le domaine de l'IAA (Industrie agroalimentaire), un Plan de Maîtrise Sanitaire, un agrément sanitaire ou une déclaration avant l'ouverture peuvent être nécessaires pour les établissements produisant ou utilisant des POADAC (Produits d'Origine Animale et Denrées Alimentaires en Contenant) et POVDAC (Produits d'Origine Végétale et Denrées Alimentaires en Contenant).

## Typologie

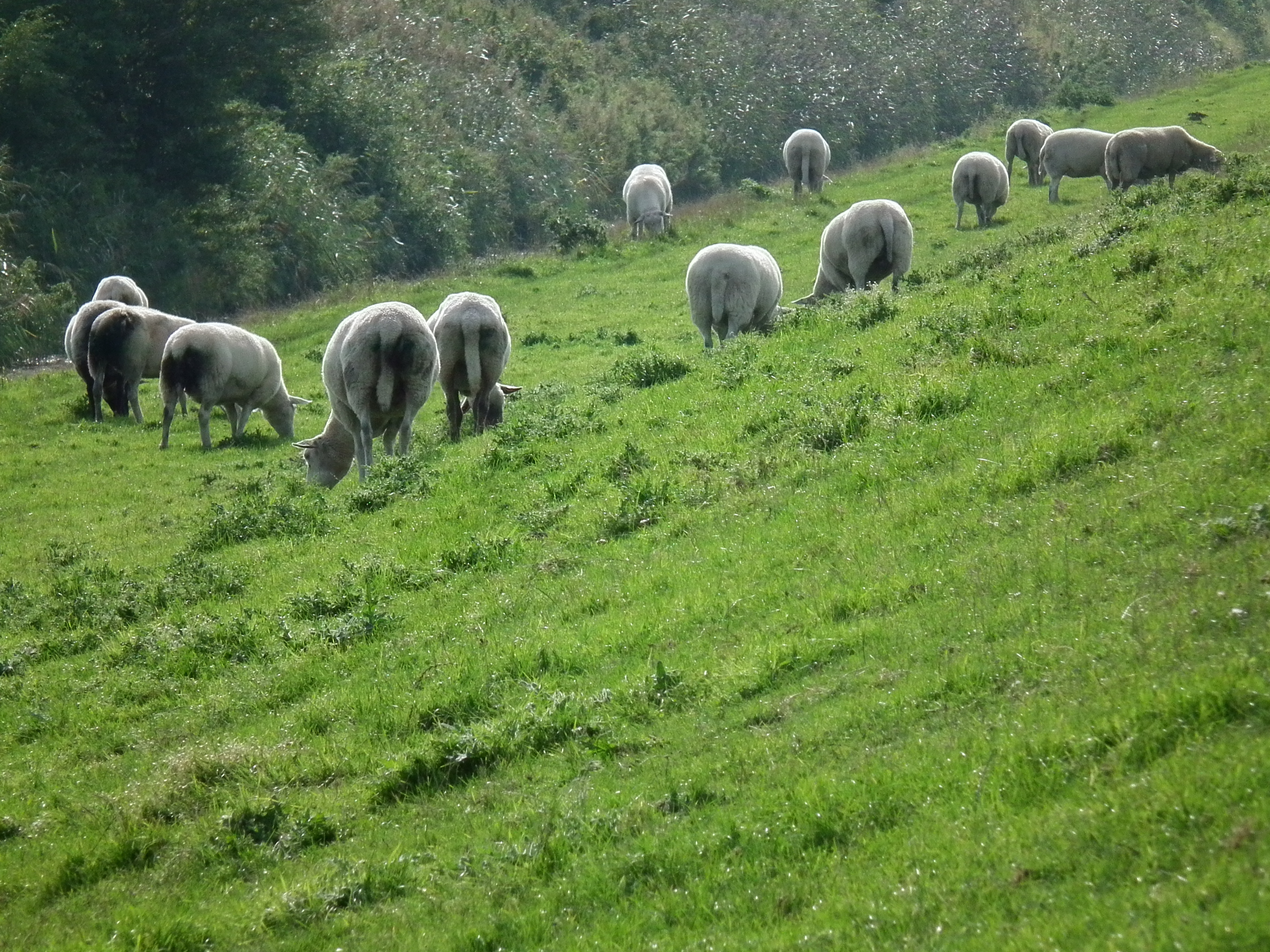
L'herbe dont se nourrissent les herbivores.

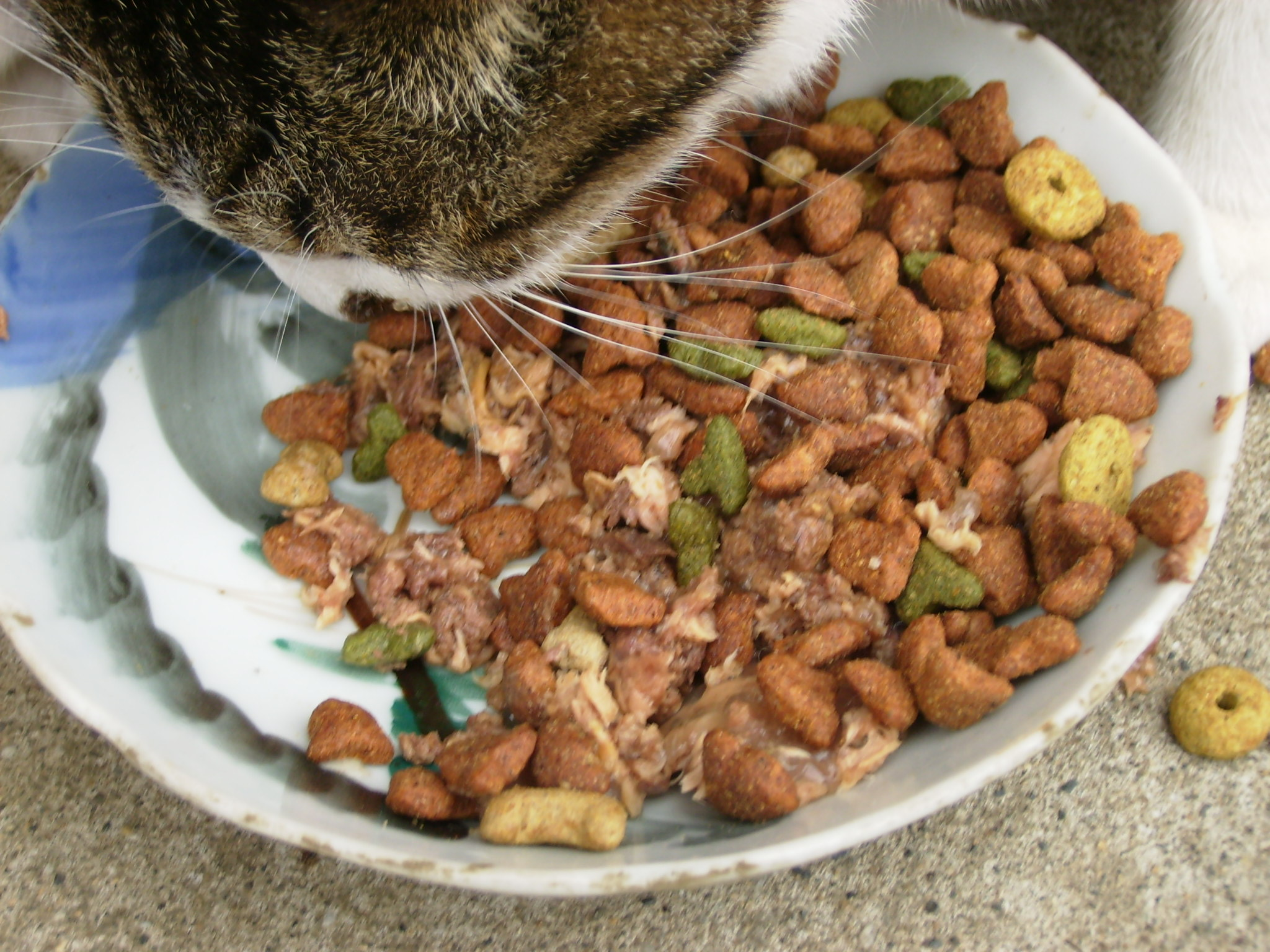
Nourriture industrielle pour chats.

On distingue plusieurs grandes familles d'aliments :
- boissons ;
- corps gras (riches en lipides, vitamine A et vitamine D (beurre et crème), en vitamine E et acides gras essentiels) ;
- féculents (pain, pâtes, riz, pommes de terre, légumes secs, autres céréales) (riches surtout en glucides mais également en protéines, vitamine B, minéraux et fibres) ;
- produits laitiers (riches en protéines, calcium et vitamine B) ;
- légumes et fruits (riches en vitamines antioxydantes et vitamine C (surtout crus)) ;
- produits sucrés (riches en glucides) ;
- viande, poisson, œufs (riches en protéines et en fer).

Ces aliments sont regroupés selon leur degré de transformation en 4 catégories par une classification dite « NOVA ». La consommation de nourriture ultra-transformée (UPF, tels que définis par la classification NOVA) est en hausse forte et régulière depuis les années 1950.
Les multinationales agro-industrielles ont créé une nourriture « prête à consommer », artificiellement rendue hyper-appétissante et goûteuse, qui pousse à la suralimentation. « La majorité de la malbouffe ou des aliments facultatifs (c'est-à-dire des aliments non nécessaires à l'alimentation humaine) sont classés comme UPF ».
Ces formules industrielles d'aliments et de boissons à base de substances alimentaires et d'additifs (souvent controversés), contenant souvent peu ou pas d'aliments entiers (biscuits, confiseries, aliments à base de poulet, boissons sucrées, margarine et nombreux plats préparés) sont commercialement très rentables car utilisant des ingrédients peu coûteux semblant pouvoir remplacer tous les autres groupes d'aliments.
Alors que les preuves de nocivité des UPF s'accumulent,,, leurs impacts environnementaux (par exemple lié à leurs hautes teneurs en sucre industriel, huile de palme et soja transgénique, mais aussi liés à leurs chaines de transformation, d'emballage [sources d'une énorme quantité de déchets ménagers et de la restauration[Laquelle ?] et de distribution) sont encore mal cernés. Or, la nourriture hypertransformée est essentiellement produite par des multinationales ayant le pouvoir de dicter où et quand cultiver ses produits ensuite achetés à bas prix, transportés, préparés et introduits dans les systèmes alimentaires du monde entier, en s'appuyant sur un marketing agressif et des allégations trompeuses, nutritionnelles et de santé, instituant de nouvelles cultures alimentaires encourageant la poursuite de la production de masse de nourriture, de son transport planétaire et une production de déchets problématiques.
Faire évoluer ces aliments vers des régimes alimentaires soutenables est un enjeu pour le XXIe siècle.

## Alimentations saine et non-saine

### Malbouffe
Elle affecte l'environnement, et la santé via des effets de long termes (maladies chroniques souvent évitables). La mal bouffe tend à s'auto-entretenir via des addictions associées aux excès de sucre, de sel, d'alcool et à certains additifs exhausteurs de goût et autres auxiliaires technologiques, très utilisés par les producteurs de nourriture industrielle.
Une mauvaise nourriture est aussi parfois source d'intoxications alimentaires, chroniques ou aiguës alors souvent causées par des bactéries, des toxines et des virus ; la nourriture peut aussi être source de parasites et de prions pathogènes. Il s'agit aussi de « maladies évitables »).
Déjà citées par Hippocrate, les intoxications alimentaires tuent encore environ 7 millions de personnes par an. Et environ 10 fois plus de personnes souffrent d'une intoxication non-mortelle. En France, environ 1,5 million de cas par an causent plus de 17 000 hospitalisations, et plus de 200 décès. Elles résultent souvent d'une contamination croisée d'aliments prêts à consommer par d'autres aliments non cuits, et/ou d'un mauvais contrôle de la température. Plus rarement, c'est une contamination chimique des aliments qui est en cause, par exemple à la suite d'un stockage inapproprié, dans un récipient inapte au contact alimentaire, en plastique libérant des perturbateurs endocriniens, ou recouvert d'un émail à base de plomb, alors source de saturnisme) ou à la suite de l'utilisation de savons et de désinfectants de qualité non alimentaire. Les produits animaux se gâtant facilement (viandes, certains produits laitiers, fruits de mer nécessitent des procédures strictes et adéquates d'hygiène (chaîne du froid et conservation au chaud jusqu'au stockage après cuisson, au risque d'une prolifération bactérienne dangereuse, comme Salmonella ou Escherichia coli). Beaucoup d'aliments industriels peuvent aussi être falsifiés ou adultérés, lors de l'élevage, de la fabrication, de la cuisson, de l'emballage, de la distribution ou de la vente.
Divers biocontaminants ((ex. : microbes, moisissures, parasites et/ou leurs œufs) et corps étrangers (poils, mégots, bris de bois, métaux, verre, etc.) et polluants sont parfois retrouvés dans les aliments.
L'étiquetage[Laquelle ?], la traçabilité, les dates limites et divers contrôles d'hygiène visent a améliorer la sécurité alimentaire. Les procédures de type HACCP impliquent une traçabilité « de la fourche à la fourchette », le maintien d'une zone de préparation propre et de circuits séparés des aliments de différents types, avec maintien de la chaine du froid, et garanties de températures adéquates de cuisson ou de séchage, e réfrigération rapide des aliments après cuisson, etc..
Un régime alimentaire trop riche en sucre, huile, viande, sel, conservateurs et « aliments ultra-transformés » (sodas sucrés, plats surgelés, viandes reconstituées) est l'une des premières causes de diabète, d'obésité, de troubles cardiovasculaires et d'autres pathologies en augmentation, dont de nombreux cancers (environ 35 % des cancers selon une analyse épidémiologique publiée par Richard Doll et Richard Peto en 1981). L'alimentation est en effet source de substances cancérogènes et/ou mutagènes, soit naturellement présentes dans certains aliments ou boissons (alcools), soit radiotoxiques (iode 131 disséminé par la catastrophe de Tchernobyl par exemple, source de cancers de la thyroïde), ou encore issus de moisissures sources de mycotoxines (ex. : aflatoxines issues de maïs, blé ou arachides contaminés) ou de bactéries (ex. : certaines cyanophycées sources de cyanotoxines). La cuisson à haute température de la viande génère des amines hétérocycliques et/ou des hydrocarbures polyaromatiques dans ses parties carbonisée (comme dans le poisson fumé), et certains jambons ou viandes séchées de type saucissons, bacon… apportent des nitrosamines issues de nitrites utilisés comme conservateurs.
De nombreux fruits et légumes contiennent des vitamines, antioxydants et anticarcinogènes prévenant les maladies chroniques, mais ils tendent à être moins consommés ou à être dégradés par les processus agro-industriels. Il est cependant souvent difficile d'identifier les composants spécifiques de l'alimentation qui servent à augmenter ou diminuer le risque de cancer car de nombreux aliments, tels que le steak de bœuf et le brocoli, contiennent de faibles concentrations à la fois de cancérigènes et d'anticancérigènes. Il existe de nombreuses certifications internationales dans le domaine de la cuisine, telles que Monde Selection, AA Certification, iTQi. Ils utilisent des méthodes d'évaluation de haute qualité pour rendre les aliments plus sûrs.

### Alimentation saine
Les progrès scientifiques récents (dont sur l'importance du microbiote intestinal, éclairent la diététique d'un jour nouveau et font reculer certaines idées reçues ; en particulier les études épidémiologiques et leurs méta-analyses ont récemment fourni des preuves supplémentaires qu'« une consommation plus élevée de fruits et légumes est associée à un risque plus faible de mortalité toutes causes confondues, en particulier de mortalité cardiovasculaire ».
Une Commission EAT-The Lancet, financée par l'ONG Wellcome Trust a réuni des experts nutritionnistes pour élaborer, à partir d'une revue de la littérature scientifique, les bases d'un régime alimentaire répondant au mieux aux besoins du corps humain et respectant autant que possible actuellement les limites planétaires climatique et environnementales ; c'est-à-dire tenant notamment compte des impacts de la production de la nourriture est termes d'émissions de carbone (au regard des données du GIEC publiées en 2018, sachant que la situation a empiré depuis), de perte de biodiversité, de consommation d'eau, de sols terre, d'azote et de phosphore.
Pour un adulte de 30 ans et de corpulence moyenne, cette commission recommande des aliments diversifiés, surtout locaux et végétaux (légumes, légumes-racines et fruits frais) apportent 2 500 calories/jour. La viande rouge ne devrait pas dépasser 100 g/semaine (soit  moins du quart de ce qu'un Américain moyen consomme en 2020). Les aliments ultra-transformés sont « pour la plupart évités » et le régime est à saisonnièrement décliner selon les produits régionaux. Selon cette commission, ce régime varié, meilleur pour la santé (santé mentale y compris) et « soutenable » dans l'anthropocène, permettrait de sauver la vie d'environ 11 millions de personnes par an et de « nourrir 10 milliards de personnes sainement, sans détruire davantage les écosystèmes », commente Tim Lang (coauteur du rapport EAT-The Lancet, et chercheur en politique alimentaire à la City University de Londres) qui ajoute : « Que les partisans de la ligne dure de l'industrie bovine et laitière le veuillent ou non, ils sont vraiment en retard. Le changement est désormais inévitable » ; les données récentes semblent indiquer qu'il existe un seuil de cinq portions de fruits et légumes par jour au delà duquel le risque de cancer ne diminue plus, mais le risque de mortalité cardiovasculaire continue lui à diminuer pour chaque portion supplémentaire de fruits et légumes par jour.
Une critique faite à ce régime est qu'il serait excellent pour les pays riches aux habitudes alimentaires non soutenables ; mais est-il suffisamment nutritif pour ceux qui vivent dans des milieux à faibles ressources. Selon Ty Beal, scientifique travaillant à Washington avec l'Alliance mondiale pour l'amélioration de la nutrition, d'après des calculs non publiés, ce régime ne fournirait que 78 % de l'apport aujourd'hui recommandé en zinc et 86 % de calcium pour les plus de 25 ans, et seulement 55 % des besoins en fer des femmes en âge de procréer. D'autres, comme Fanzo et Davis en 2010, se demandent si dans le contexte démographique et sociopolitique des années 2010, un régime alimentaire peut « à la fois être sain, soutenable et équitable ? ».

## Impacts
En 2014, une étude prospective estime qu'au vu des tendances en termes d'urbanisation et de démographie mondiale, l'augmentation des émissions de GES en 40 ans (entre 2010 et 2050) va entraîner + 80 % des émissions liées à l'alimentation, or ces émissions sont déjà majeures (voir plus bas).
Tout aliment, qu'il soit local ou non, d'origine végétale/fongique, ou d'origine animale, cru ou cuit, congelé ou non, préparé ou non… a une empreinte eau, une empreinte carbone, une empreinte énergétique et climatique. Les régimes alimentaires ont des empreintes extrêmement différentes selon leur type, de plus en plus élevées dans le modèle industriel dominant contemporain. « Nous devons progresser vers des régimes alimentaires qui ont des empreintes écologiques considérablement plus faibles, ou ce ne sera qu'une question de quelques décennies avant que nous commencions à voir des effondrements mondiaux de la biodiversité, de l'utilisation des terres et tout cela », alerte en 2021 Sam Myers (directeur de la « Planetary Health Alliance », un consortium mondial basé à Boston (Massachusetts), qui étudie les impacts sanitaires des changements environnementaux.

### Impacts climatiques
En 2020, la production, le transport, la consommation et le gaspillage de la nourriture industrielle contribue au dépassement des limites planétaires (ce qui conduit à terme à un effondrement écologique rendant la planète inhospitalière pour les humains et à l'effondrement des sociétés),. La production de nourriture est en 2021 source d'un peu plus du quart (26%) des émissions de gaz à effet de serre dans le monde.
La production de nourriture dans son ensemble « génère tellement de pollution par les gaz à effet de serre qu'au rythme actuel, même si les pays réduisaient à zéro toutes les émissions non alimentaires, ils ne seraient toujours pas en mesure de limiter l'augmentation de la température à 1,5 °C - l'objectif climatique de l'accord de Paris sur le climat. Une grande partie des émissions du système alimentaire – 30 à 50 %, selon certaines estimations – provient de la chaine d'approvisionnement du bétail, car les animaux sont inefficaces pour convertir les aliments pour animaux en aliments ».
Selon une estimation de 2014, si le terrien moyen mangeait plus de végétaux et moins de viande/poisson, et si les émissions de tous les autres secteurs étaient stoppées, le monde aurait 50 % de chances d'atteindre l'objectif climatique de 1,5 °C ; et si, conjointement à ce choix alimentaire, des changements plus larges du secteur agroalimentaire incluant la réduction et une meilleure gestion des déchets, nos chances de ne pas dépasser 1,5 °C en 2100 passeraient à 67 %. Les économies d'énergie, une consommation générale plus locale et une réduction des transports suffiraient alors pour stabiliser le climat.
Bien que ces scénarios n'éliminent pas la viande et qu'il existe des modèles d'élevage plus soutenable, ces données scientifiques n'ont pas été appréciées par le lobby de l'industrie de la viande.

### Autres impacts environnementaux
En 2020, les aliments agro-industriels et industriels représentent environ 70 % de la consommation d'eau douce et 40 % des surfaces terrestres émergées dans le monde (au détriment d'une grande partie de la faune, flore et fonce sauvages, ainsi privées d'une partie de leurs habitats naturels, et notamment des sols le plus riches. La surpêche surexploite une grande partie des océans.
Pour produire les aliments industriels, les cultures industrielles exigent (pour la plupart) des engrais et pesticides destructeurs de biodiversité. Les engins et pratiques de l'agriculture industrielles dégradent les sols (érosion, tassement, lessivage, pollution, épuisement des nutriments…). Les engrais azotés perturbent le cycle de l'azote et les phosphates perturbent le cycle du phosphore, et sont en grande partie responsable de la pollution chronique des rivières et des eaux littorales.

## Composition
Les aliments sont composés de plusieurs types d'ingrédients, qu'on peut classer selon leur origine : végétale, bactérienne, animale, fongique, minérale et chimique.

### Origine végétale

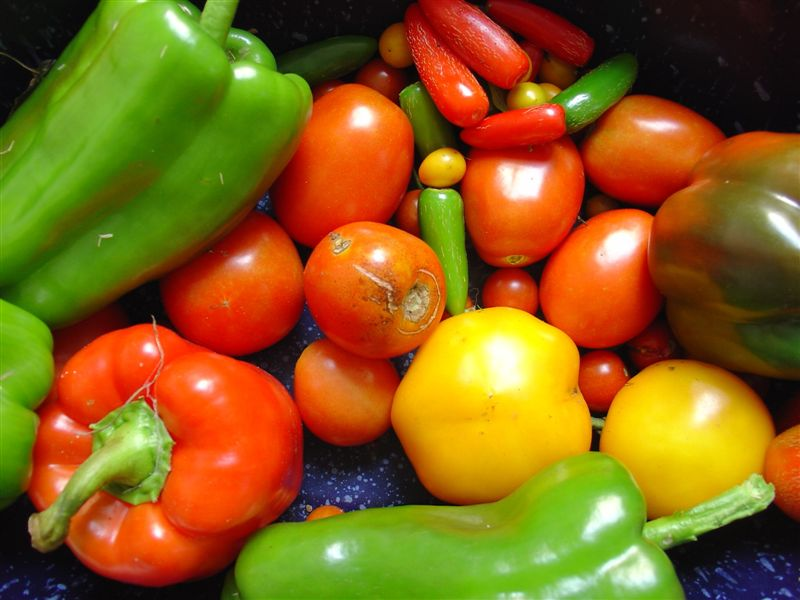
Légumes.

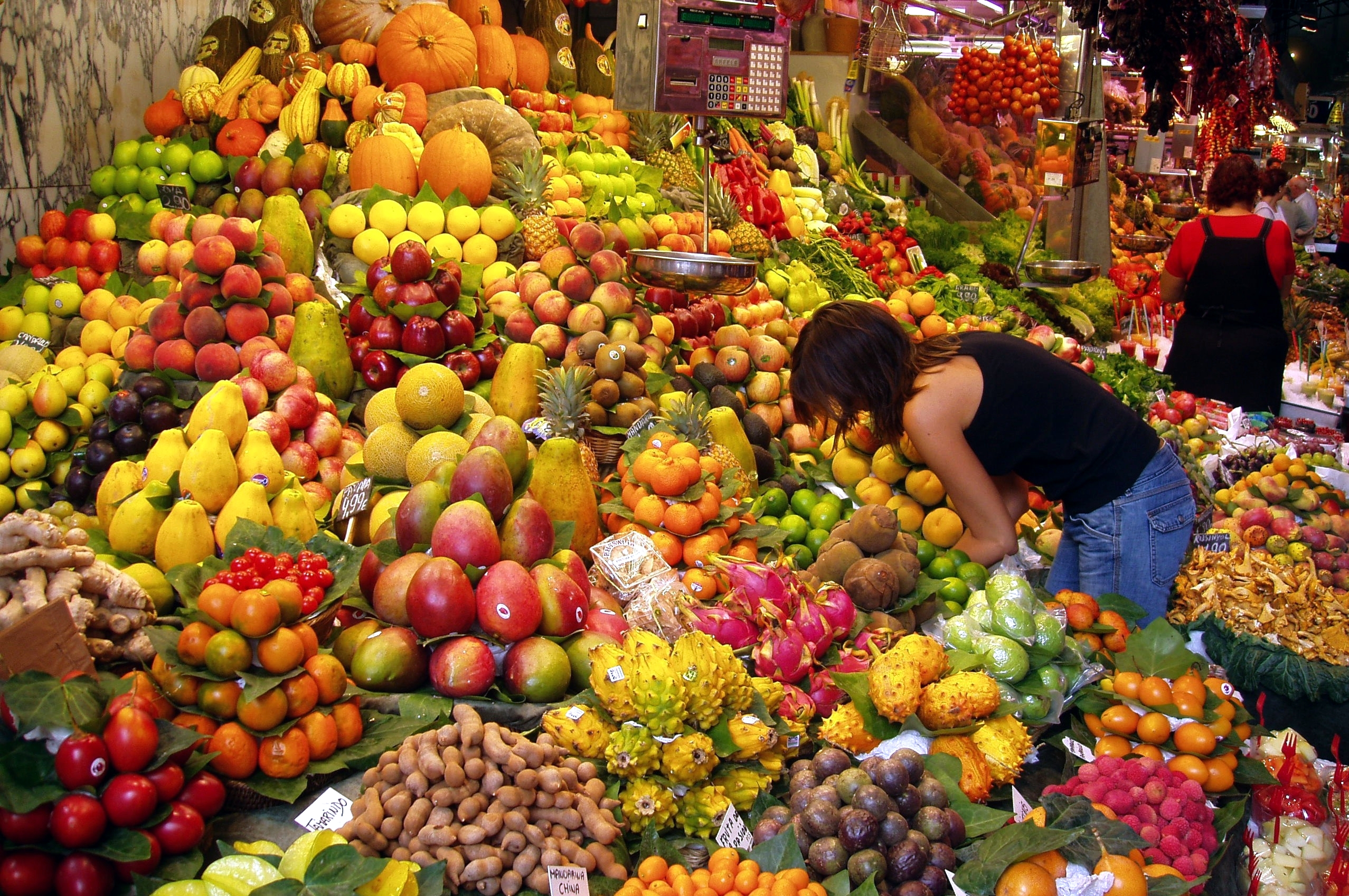
Fruits.

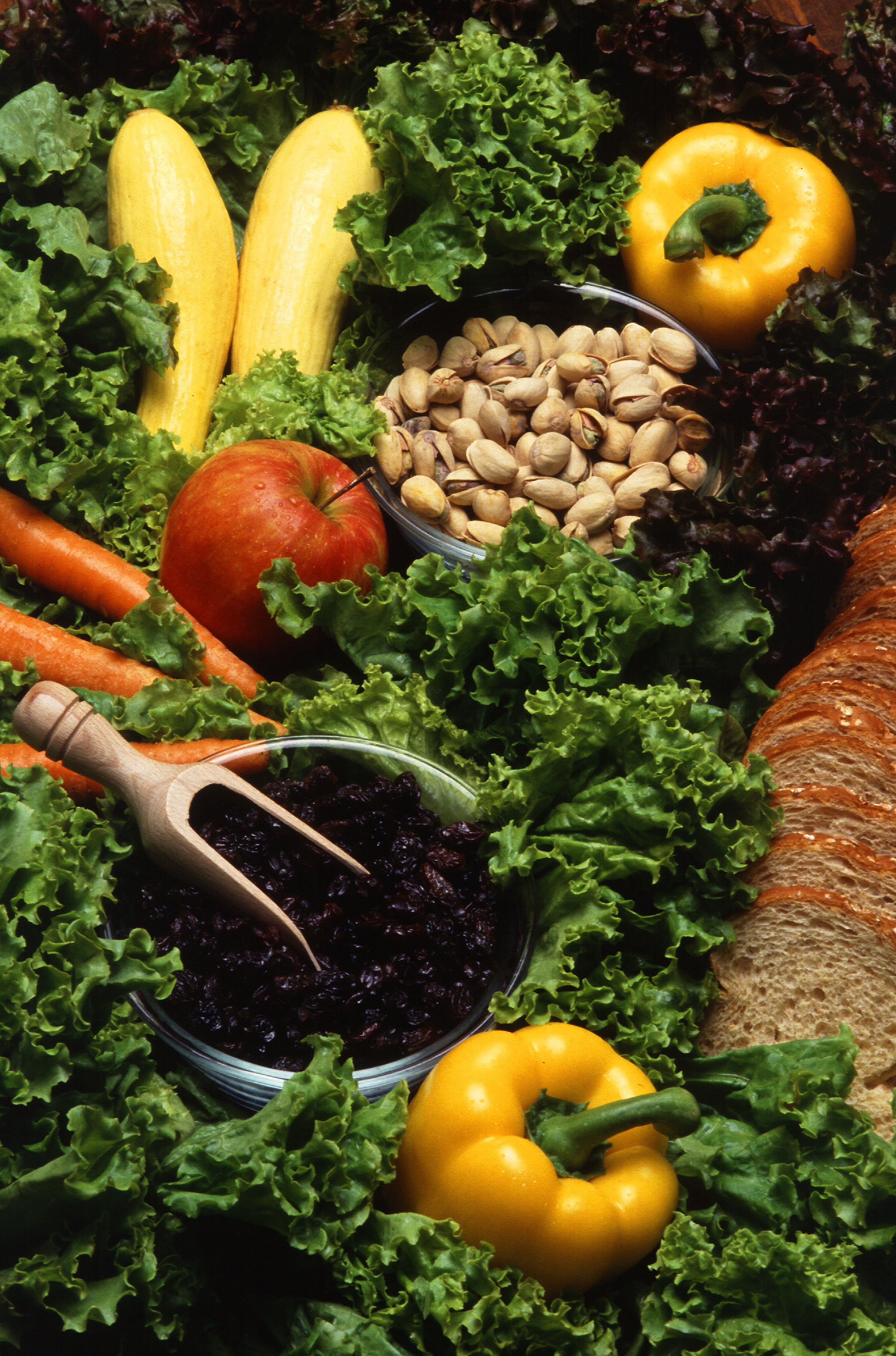
Fruits, légumes et pistaches.

|                       | Eau | Protides | Lipides | Glucides (solubles) | Cellulose (fibre) | Minéraux | Kilocalories |
| --------------------- | --- | -------- | ------- | ------------------- | ----------------- | -------- | ------------ |
| Légumes frais         |     |          |         |                     |                   |          |              |
| Laitue                | 94  | 1,2      | 0,2     | 3                   | 0,6               | 0,75     | 18           |
| Tomate                | 93  | 1        | 0,3     | 4                   | 0,6               | 0,6      | 22           |
| Haricot vert          | 89  | 2,4      | 0,2     | 7                   | 1,4               | 0,5      | 40           |
| Petit pois            | 74  | 6,0      | 0,4     | 16                  | 2,2               | 0,5      | 90           |
| Légumes secs          |     |          |         |                     |                   |          |              |
| Haricots              | 12  | 19       | 1,5     | 60                  | 4                 | 3        | 330          |
| Soja (grains)         | 8   | 35       | 18      | 30                  | 5                 | 4,9      | 420          |
| Produits céréaliers   |     |          |         |                     |                   |          |              |
| Blé tendre            | 14  | 11,5     | 1,5     | 68                  | 2                 | 1,75     | 330          |
| Farine (blutage 75 %) | 12  | 9,5      | 1,2     | 75                  |                   | 0,6      | 350          |
| Riz poli              | 12  | 7,5      | 1,7     | 77                  | 0,2               |          | 350          |
| Pâtes, semoules       | 8   | 13       | 1,4     | 76                  | 0,4               |          | 375          |
| Pâtes cuites          | 61  | 5        | 0,6     | 32                  | 0,2               |          | 150          |
| Pain blanc            | 35  | 7        | 0,8     | 55                  | 0,3               | 2,3      | 255          |
| Fruits frais          |     |          |         |                     |                   |          |              |
| Cerise                | 80  | 1,2      | 0,5     | 17                  | 0,3               |          | 77           |
| Orange                | 87  | 1        | 0,2     | 9                   | 0,8               |          | 44           |
| Banane                | 75  | 1,4      | 0,5     | 20                  |                   |          | 90           |
| Châtaigne             | 52  | 4        | 2,6     | 40                  | 2                 |          | 200          |
| Fruits secs           |     |          |         |                     |                   |          |              |
| Figue                 | 27  | 4        | 1       | 62                  | 3,5               |          | 275          |
| Noix                  | 4   | 15       | 60      | 15                  |                   |          | 660          |
| Confiture de fruits   |     |          |         |                     |                   |          |              |
|                       | 30  | 0,5      | 0,1     | 70                  |                   | 0,2      | 280          |
| Miel                  |     |          |         |                     |                   |          |              |
|                       | 20  | 0,5      | 0,2     | 76                  |                   | 0,3      | 300          |

### Origine animale

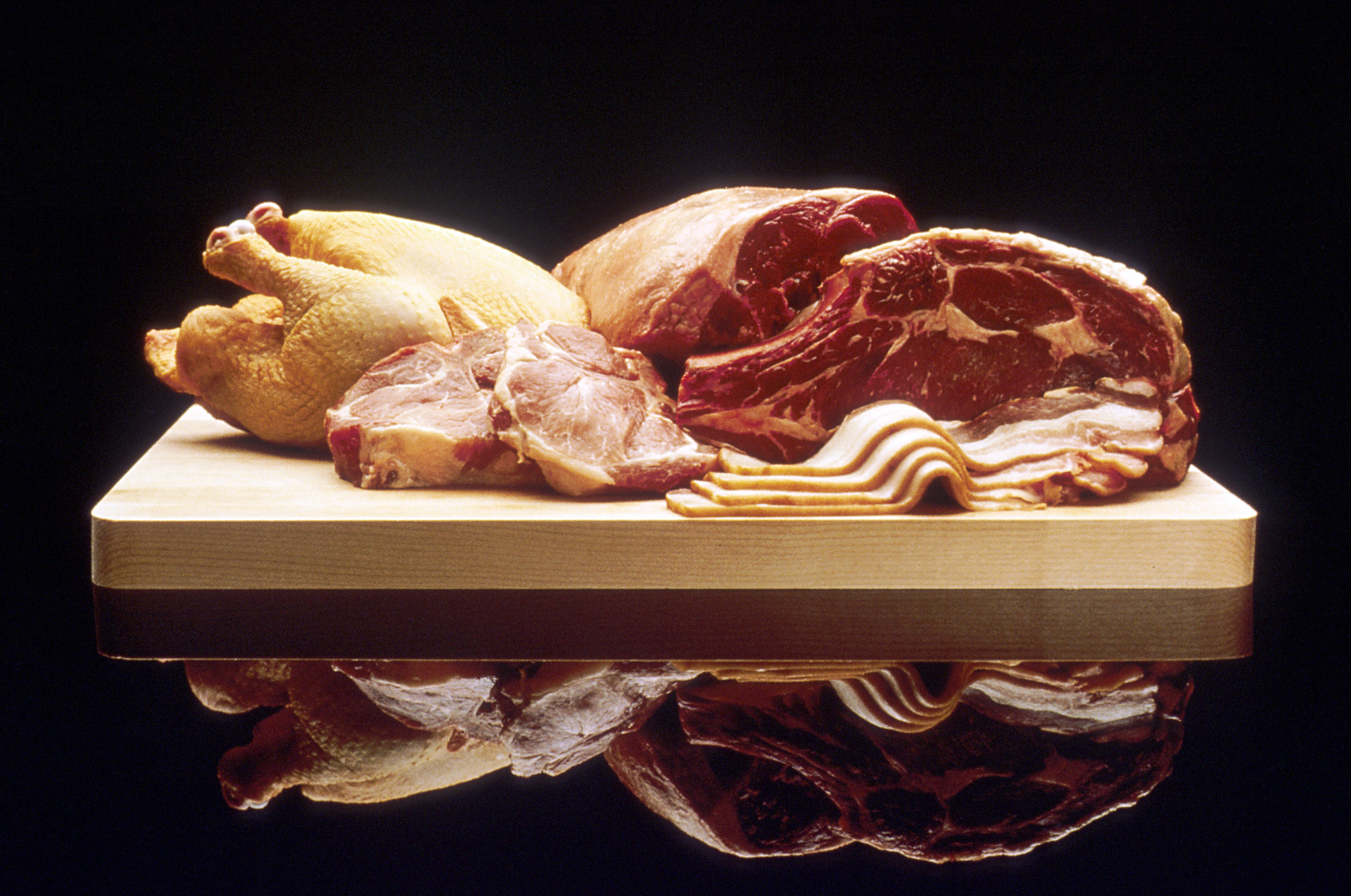
Différents types de viandes

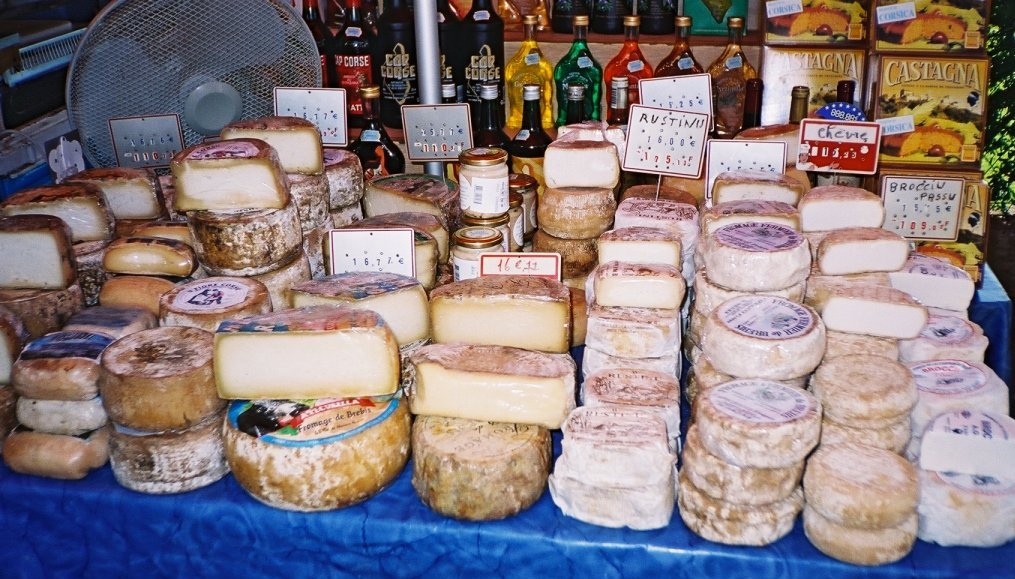
Fromages

|                        | Eau  | Protides | Lipides | Glucides (solubles) | Minéraux | Kilocalories |
| ---------------------- | ---- | -------- | ------- | ------------------- | -------- | ------------ |
| Viandes mi-grasses     |      |          |         |                     |          |              |
| Bœuf, mouton           | 60   | 17       | 20      | 0,5                 | 1,3      | 250          |
| Porc                   | 55   | 16       | 25      | 0,5                 | 1,2      | 290          |
| Viandes maigres        |      |          |         |                     |          |              |
| Cheval                 | 75   | 21       | 2       | 1                   | 1        | 110          |
| Filet de bœuf          | 67   | 20       | 10      | 0,7                 | 1,3      | 180          |
| Poulet                 | 70   | 21       | 8       |                     | 1,4      | 150          |
| Œuf de poule           |      |          |         |                     |          |              |
|                        | 74   | 13       | 12      | 0,6                 | 0,9      | 160          |
| Poisson de rivière     |      |          |         |                     |          |              |
| Carpe                  | 78   | 18       | 2       |                     | 1,4      | 100          |
| Poisson de mer, maigre |      |          |         |                     |          |              |
| Colin                  | 80   | 17       | 2       |                     | 1,6      | 90           |
| Poisson de mer, gras   |      |          |         |                     |          |              |
| Thon                   | 60   | 26       | 13      |                     | 1,6      | 220          |
| Huîtres                |      |          |         |                     |          |              |
|                        | 80   | 10       | 1,8     | 6                   | 1-10     | 80           |
| Abat                   |      |          |         |                     |          |              |
| Foie de génisse        | 70   | 20       | 4       | 3                   | 1,7      | 120          |
| Cervelle de génisse    | 78   | 10       | 9       | 2                   | 1,5      | 130          |
| Charcuterie            |      |          |         |                     |          |              |
| Boudin                 | 30   | 28       | 41      |                     | 1-10     | 480          |
| Jambon cuit            | 48   | 22       | 22      |                     | 1-10     | 300          |
| Saucisson sec          | 30   | 24       | 35      |                     | 1-10     | 400          |
| Lait de vache          |      |          |         |                     |          |              |
|                        | 87,5 | 3,5      | 3,9     | 4,8                 | 0,8      | 68           |
| Fromage                |      |          |         |                     |          |              |
| Camembert de Normandie | 55   | 20       | 23      | 1                   | 0,9      | 310          |
| Gruyère français       | 34   | 30       | 30      | < 0,5               | 2,6      | 390          |

### Origine minérale
Dans cette famille, on trouve tous les minéraux fréquemment utilisés dans les processus de fabrication. Le plus fréquent est le Chlorure de Sodium (le sel). Cette catégorie est répartie en sels minéraux (calcium, sodium, potassium) et en oligo-éléments (fer, magnésium selon les cas, cuivre, cobalt, etc.).

### Acides et acidifiants
Il est important de distinguer le potentiel hydrogène (pH) des aliments de leur effet sur le corps humain une fois digérés. Par exemple, certains aliments basiques (pH élevé) auront pour effet de diminuer l'acidité (augmentation du pH, potentiel alcalinisant), alors que certains aliments acides (pH faible) auront pour effet d'augmenter l'acidité (diminution du pH, potentiel acidifiant)[réf. nécessaire].

## Sources et qualité
Les aliments non transformés sont des ressources primaires provenant de l'agriculture (élevages et cultures) et de la pisciculture ou de la nature (cueillette, pêche, chasse) ou de situations intermédiaires (chasse en enclos ou de gibier d'élevage, pêche en étangs de pêche ou à la suite de rempoissonnements issus de piscicultures).

### Qualité des denrées
La qualité des denrées varie selon l'environnement, les modes de productions agricoles mis en œuvre, la fraîcheur du produit, d'éventuelles contaminations (métaux lourds, pesticides, biocides, bactéries spécifiques, radionucléides, etc.) ou ruptures de la chaîne du froid. Dans la plupart des pays, des systèmes plus ou moins poussés de contrôle et surveillance existent, y compris pour les contaminations radioactives.
Pour mettre en surbrillance les différentes natures des aliments dévolus au commerce, il existe quantité de labels sur lesquels le consommateur peut s'appuyer avec plus ou moins de certitude pour avoir une indication sur leurs vertus organoleptiques, sociales, environnementales ou/et sanitaires. Des désignations (AOP), des identifications (IGP, STG, LR) et des marques collectives de certification officielles (AB) décernés par des organismes d'État permettent aux consommateurs de faire leur choix en fonction de critères objectifs et répondant à un cahier des charges précis. En parallèle, des organisations privées ont créé des marques ou des signes distinctifs (Max Havelaar, Produit de l'année , etc.).

## Réglementation
Dans la plupart des pays existe un corpus de législation alimentaire, spécifique, incluant des dispositions législatives, réglementaires et administratives. Cette réglementation régit les denrées alimentaires et leur sécurité, à échelle communautaire (en Europe par exemple) et/ou nationale. Elle concerne toutes les étapes de la production, de la transformation et de la distribution des denrées alimentaires et aussi les aliments destinés ou donnés à des animaux producteurs de denrées alimentaires.

### Droit européen et hygiène alimentaire

#### Denrée alimentaire (définition)
Dans l'Union européenne, un aliment, ou denrée alimentaire, est « toute substance ou produit, transformé, partiellement transformé ou non transformé, destiné à être ingéré ou raisonnablement susceptible d'être ingéré par l'être humain. Ce terme recouvre les boissons, les gommes à mâcher et toute substance, y compris l'eau, intégrée intentionnellement dans les denrées alimentaires au cours de leur fabrication, de leur préparation ou de leur traitement. Il inclut l'eau au point de conformité défini à l'article 6 de la directive 98/83/CE, sans préjudice des exigences des directives 80/778/CEE et 98/83/CE » ; le terme « denrée alimentaire » ne couvre pas :
1. les aliments pour animaux[34] ;
2. les animaux vivants à moins qu'ils ne soient préparés en vue de la consommation humaine[34] ;
3. les plantes avant leur récolte[34] ;
4. les médicaments au sens des directives 65/65/CEE et 92/73/CEE du Conseil[34] ;
5. les cosmétiques au sens de la directive 76/768/CEE du Conseil[34] ;
6. le tabac et les produits du tabac au sens de la directive 89/622/CEE du Conseil[34] ;
7. les stupéfiants et les substances psychotropes au sens de la Convention unique des Nations unies sur les stupéfiants de 1961 et de la Convention des Nations unies sur les substances psychotropes de 1971[34] ;
8. les résidus et contaminants[34].

#### Paquet hygiène
C'est l'ensemble des cinq règlements communautaires fixant des exigences relatives à l’hygiène des denrées alimentaires et des denrées animales[réf. nécessaire]. Il impose notamment un système de « traçabilité des denrées alimentaires, des aliments pour animaux, des animaux producteurs de denrées alimentaires et de toute autre substance destinée à être incorporée ou susceptible d’être incorporée dans des denrées alimentaires ou des aliments pour animaux, à toutes les étapes de la production, de la transformation et de la distribution », y compris, dans une certaine mesure pour l'alimentation animale. Pour l'alimentation humaine, la traçabilité doit être assurée de la fourche à la fourchette, via :
- une traçabilité fournisseur ou ascendante (traçabilité des matières premières et ingrédients ou aliments pour animaux et emballages) ;
- une traçabilité interne (traçabilité dans les processus de production) ;
- une traçabilité client ou descendante (traçabilité de la distribution du produit fini).

En 2002, un règlement a rappelé que la législation alimentaire inclut aussi des exigences relatives aux aliments pour animaux, notamment à leur production et à leur utilisation, lorsque ces aliments sont destinés à des animaux producteurs de denrées alimentaires et ce, « sans préjudice des exigences similaires qui ont été appliquées à ce jour et seront appliquées en matière de législation alimentaire applicable à l'ensemble des animaux, y compris aux animaux de compagnie ».

#### Protection alimentaire et libre ciculation
Un règlement européen (CE 178/2002) vise à renforcer et entretenir le « niveau de protection de la vie et de la santé humaines » dans l'exécution des politiques communautaires, tout en permettant une « libre circulation des denrées » dans la Communauté européenne. Il inclut :
- des prescriptions sur la sécurité des denrées. Ces prescriptions sont mises en œuvre sous l'égide (à partir de 2002) de l'Autorité européenne de sécurité des aliments et du Comité permanent de la chaîne alimentaire et de la santé animale[38], sur des bases scientifiques et techniques claires, et avec l'aide d'un réseau de laboratoires d'excellence (« La Communauté doit disposer en la matière d'un support scientifique et technique, de haute qualité, indépendant et efficace »[39] ;
- ces prescriptions font l'objet d'une harmonisation européenne pour éviter les inégalités en matière de concurrence dans le marché intérieur européen. Le règlement rappelle[40], qu'il est nécessaire « de prendre en considération la production, la fabrication, le transport et la distribution des aliments donnés aux animaux producteurs de denrées alimentaires, y compris la production d'animaux susceptibles de servir d'aliments pour animaux dans les fermes aquacoles, étant donné qu'une contamination accidentelle ou intentionnelle, une falsification, des pratiques frauduleuses ou d'autres pratiques douteuses concernant les aliments pour animaux peuvent avoir un impact direct ou indirect sur la sécurité des denrées alimentaires », de même pour les intrants agricoles[41] ;
- pour « réduire, d'éliminer ou d'éviter un risque pour la santé, les trois volets interconnectés de l'analyse des risques — évaluation des risques, gestion des risques et communication sur les risques — constituent une méthodologie systématique pour déterminer des mesures efficaces, proportionnées et ciblées ou d'autres actions pour protéger la santé »[42] ;
- la confiance dans les évaluations des risques nécessite qu'elles soient « réalisées de manière indépendante, objective et transparente et se fonder sur les informations et les données scientifiques disponibles »[43], en intégrant tant que nécessaire « les facteurs sociétaux, économiques, traditionnels, éthiques et environnementaux, ainsi que la faisabilité des contrôles »[44], et le cas échéant le principe de précaution[45].

### Filmographie
- Nourriture divine : la cuisine des autres, documentaire réalisé par Mary Stephen, CNRS Images, Meudon, 2004, 21 min (DVD)